# Tetraponera morondaviensis
Tetraponera morondaviensis é uma espécie de formiga do gênero Tetraponera, pertencente à subfamília Pseudomyrmecinae.